# Roberto Saccà
Roberto Saccà (Sendenhorst, 12 settembre 1961) è un tenore tedesco.
È stato membro dell'Hessisches Staatstheater Wiesbaden e dell'Opernhaus di Zurigo ed è apparso nei maggiori teatri e festival europei, prima nei ruoli di Ferrando in Così fan tutte di Mozart e poi in quello Lindoro ne L'italiana in Algeri di Rossini. Si è esibito in anteprime mondiali in  Reigen di Boesman e Schlafes Bruder di Willi.

## Biografia
Nato da padre italiano e madre tedesca, è cresciuto a Stoccarda dove ha cantato come membro dello Stuttgarter Hymnus-Chorknaben. Ha studiato canto alla Musikhochschule di Stoccarda con Bruce Abel e, successivamente, alla Hochschule für Musik di Karlsruhe con Aldo Baldin. È stato membro del Mainfranken Theater di Würzburg dal 1987 e dell'Hessisches Staatstheater Wiesbaden dal 1988. Ha cantato in quel teatro nel 1990 nel ruolo di Noboku in Das verratene Meer di Henze, ripetendo il ruolo nella prima produzione dell'opera in Italia al Teatro Lirico di Milano un anno dopo. È stato ospite in teatri e festival europei, cantando Tamino ne Il flauto magico di Mozart sia alla Staatsoper di Berlino che alla Volksoper di Vienna, e David ne I maestri cantori di Norimberga di Richard Wagner a La Monnaie di Bruxelles, dove si è anche esibito nella prima mondiale Reigen di Boesman nel 1993.
Saccà è entrato a far parte dell'Opernhaus di Zurigo nel 1993 rimanendovi fino al 2002. Tra i ruoli cantati in quel teatro, quello di Ferrando nel Così fan tutte, di Lindoro in L'italiana in Algeri e, il 28 aprile 1996, quello principale di Elias nella prima mondiale dell'opera di Willi basata sul romanzo Schlafes Bruder.  È apparso come Orfeo in L'anima del filosofo, di Franz Joseph Haydn, diretta da Nikolaus Harnoncourt, alla Wiener Festwochen nel 1995. Ha debuttato alla Royal Opera House nel 2001, nel ruolo di Orfeo in L'anima del filosofo, e in seguito in un'esibizione concertistica di Daphne. Ha anche interpretato il doppio ruolo di Tenore e Bacco in Ariadne auf Naxos e quello di Alexy Ivanovitch in The Gambler di Prokofiev.
Nonostante sia considerato un tenore mozartiano di spicco, ha incluso, nel suo repertorio ruoli del XX secolo, come Fritz nel Der ferne Klang di Schreker, Walter nel Die Passagierin di Weinberg, l'Imperatore in Die Frau ohne Schatten e ruoli da protagonista in Palestrina di Hans Pfitzner e Peter Grimes di Britten. Al Festival di Bayreuth è apparso nel ruolo di Loge in L'oro del Reno, messo in scena da Frank Castorf nel 2016 e 2017.